# Valentin Tabellion
Valentin Tabellion (Boulogne-Billancourt, 23 marzo 1999) è un pistard e ciclista su strada francese che corre per il team Van Rysel-Roubaix. Nella specialità dell'inseguimento a squadre è stato medaglia d'argento mondiale nel 2021 e campione europeo 2022.

## Palmarès

### Pista
- 2016

Campionati francesi, Inseguimento individuale Junior
Campionati francesi, Chilometro a cronometro Junior
Campionati francesi, Scratch Junior
- 2019

Campionati francesi, Inseguimento a squadre (con Thomas Denis, Donavan Grondin, Florian Maitre e Louis Pijourlet)
- 2021

Campionati francesi, Inseguimento a squadre (con Marc Sarreau, Guillaume Monmasson e Colin Jacquemin)
Campionati francesi, Americana (con Thomas Denis)
- 2022

Campionati europei, Inseguimento a squadre (con Thomas Denis, Quentin Lafargue e Benjamin Thomas)
- 2023

Campionati francesi, Omnium
Campionati francesi, Americana (con Thomas Boudat)
Anadia, Americana (con Thomas Boudat)
Three Days Aigle, Americana (con Oscar Nilsson-Julien)
- 2024

Campionati francesi, Omnium
Campionati francesi, Americana (con Thomas Boudat)

### Strada
- 2022 (Go Sport-Roubaix Lille Métropole, una vittoria)

2ª tappa Tour d'Eure-et-Loir (Cloyes-les-Trois-Rivières > La Ferté-Vidame)
- 2024 (Van Rysel-Roubaix, una vittoria)

2ª tappa Tour d'Eure-et-Loir (Les Villages Vovéens > Vald'Yerre)

### Altri successi
- 2022 (Go Sport-Roubaix Lille Métropole)

Classifica a punti Tour d'Eure-et-Loir

## Piazzamenti

### Competizioni mondiali
- Campionati del mondo su pista

Aigle 2016 - Inseguimento a squadre Junior: 5º
Aigle 2016 - Omnium Junior: 6º
Montichiari 2017 - Inseguimento a squadre Junior: 4º
Berlino 2020 - Inseguimento a squadre: 8º
Roubaix 2021 - Inseguimento a squadre: 2º
Monaco di Baviera 2022 - Inseguimento a squadre: 6º
Glasgow 2023 - Inseguimento a squadre: 5º
- Campionati del mondo su strada

Fiandre 2021 - Staffetta: 9º
- Giochi olimpici

Parigi 2024 - Inseguimento a squadre: 6°

### Competizioni europee
- Campionati europei su pista

Anadia 2017 - Inseguimento a squadre Junior: 5º
Anadia 2017 - Omnium Junior: 3º
Anadia 2017 - Americana Junior: 5º
Aigle 2018 - Corsa a eliminazione Under-23: 10º
Aigle 2018 - Omnium Under-23: 7º
Apeldoorn 2019 - Inseguimento a squadre: 6º
Apeldoorn 2021 - Inseguimento a squadre Under-23: 5º
Apeldoorn 2021 - Omnium Under-23: 7º
Apeldoorn 2021 - Americana Under-23: 4º
Monaco di Baviera 2022 - Inseguimento a squadre: vincitore
Monaco di Baviera 2022 - Inseguimento individuale: 13º
Monaco di Baviera 2022 - Eliminazione: 8º
Apeldoorn 2024 - Inseguimento a squadre: 5º